# Білефельдська змова

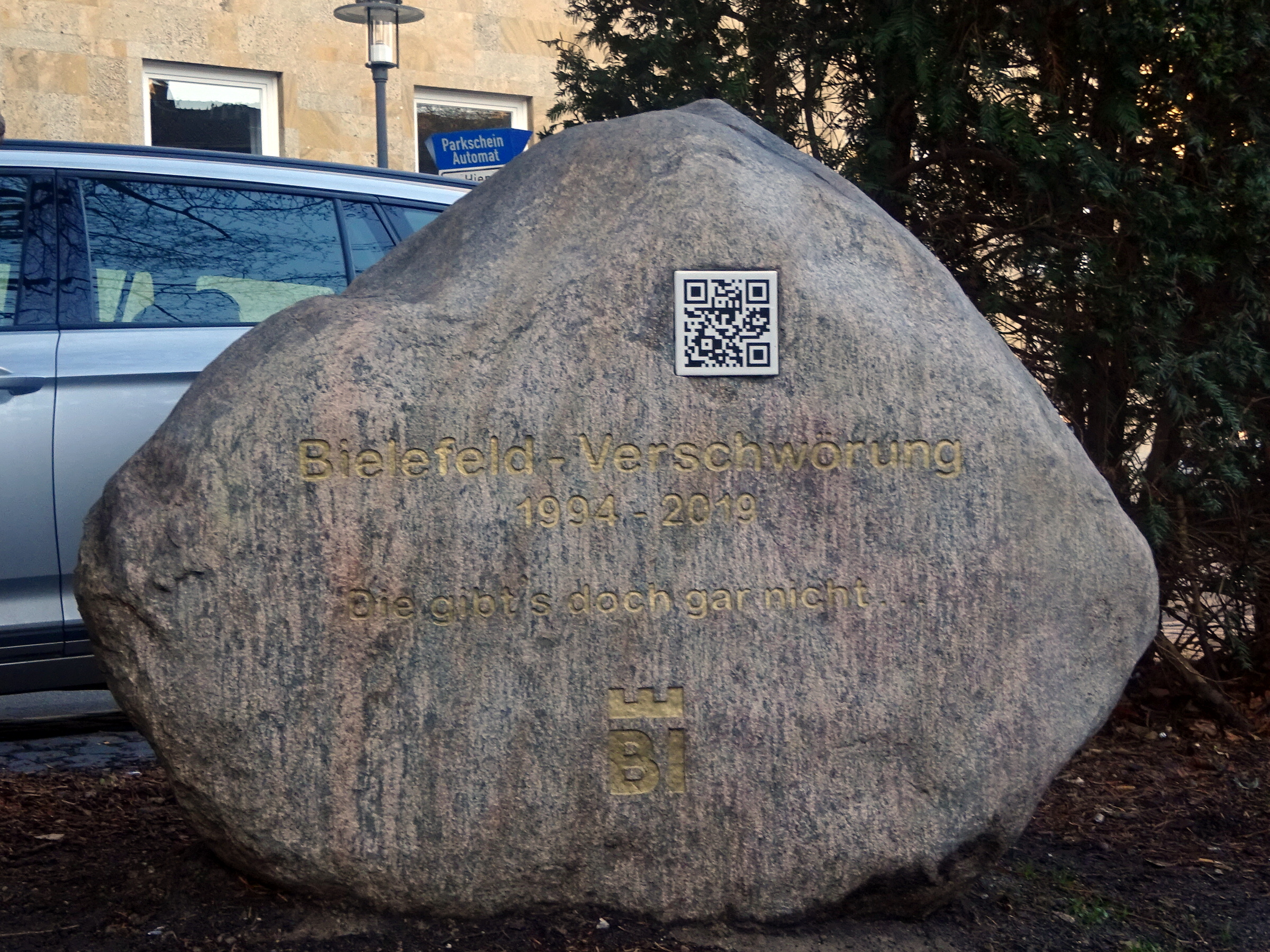
Пам'ятний камінь для закінчення змови Білефельда.

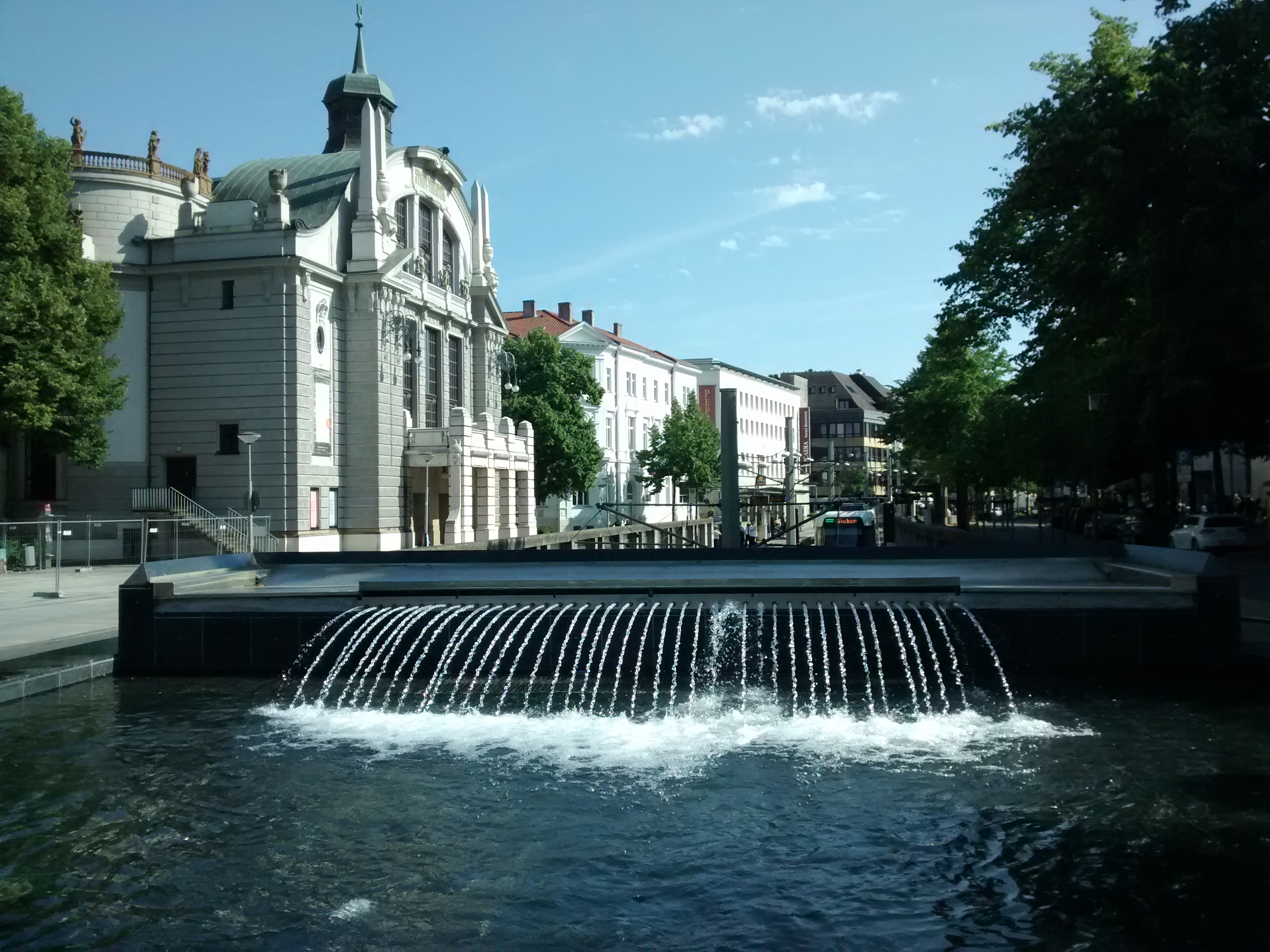
Німецьке місто Білефельд.

Білефельдська змова (нім. Bielefeldverschwörung або нім. Bielefeld-Verschwörung) — популярна в Німеччині жартівлива теорія змови, відповідно до якої місто Білефельд в Північний Рейн-Вестфалії насправді не існує, але хтось, з певних причин, змушує людей думати що це не так. Зародилась в німецькому Usenet в 1993 році. Цей інтернет-мем пізніше поширився і за межі інтернету. Він був використаний місцевою владою для популяризації міста, а також його згадувала канцлер Німеччини Ангела Меркель.
Подібні, але менш популярні жарти існують також про британські міста Метлок, Ворксоп та Норталлертон, ізраїльське місто Петах-Тіква, чилійське місто Комбарбала, італійську провінцію Молізе, бразильський штат Акрі, українські міста Житомир, Кропивницький, Одеса та американський штат Вайомінг. Аналогічна жартівлива теорія є і про Львівське метро, але в ній навпаки, стверджується що воно існує, хоча насправді воно не існує.
У 2019 році компанія Bielefeld Marketing GmbH запропонувала 1 млн євро тому, хто доведе, що міста не існує.

## Суть
Суть цієї теорії полягає в тому, що місто Білефельд (з населенням понад 330 000 осіб) насправді не існує, але невідома організація, яку називають просто «вони» (нім. sie), і яка, відповідно до теорії, створила змову разом із урядом, поширює неправдиву інформацію і вводить людей в оману, змушуючи думати, що місто існує. Всі дані, які вказують на існування міста, вважаються частиною всесвітньої змови. Як можливих організаторів цієї змови називають ЦРУ, Моссад та прибульців, які використовують Білефельдський університет, щоб ховати там свої космічні кораблі. Причини створення змови є невідомими.
Людям, які не вірять в теорію, ставлять три запитання:
1. Чи знаєте ви когось з Білефельда?
2. Чи були ви колись в Білефельді?
3. Чи знаєте ви когось, хто побував в Білефельді?

Очікується, що більшість людей відповість «ні» на всі три запитання, оскільки в Білефельді немає значних організацій, установ, туристично або історично цікавих місць. Це і вважається основним доказом теорії. Якщо хтось все ж таки відповідає «так» хоч на одне з питань, то про нього кажуть, що він бере участь у змові, йому набрехали або промили мізки.

## Історія
Теорія змови була вперше опублікована в групі новин de.talk.bizarre в Usenet 16 травня 1993 студентом-програмістом Кільського університету Ахімом Хельдом. Трохи раніше Ахім зустрів друга із Білефельда на студентській вечірці і від подиву сказав «Das gibt es doch gar nicht», що означає «Я цьому не вірю». Але ця фраза також може означати «Воно не існує», тобто він випадково заявив, що не вірить, що хтось приїхав із Білефельда. З цього моменту цей жарт почав стрімко поширюватися німецькомовним інтернетом і не втрачає своєї популярності вже понад 20 років.
В інтерв'ю, яке взяли у Ахіма Хельда на десятиріччя жарту на телебаченні, він розповів, що ідея жарту зародилася в його голові після розмови із любителем журналів про нью-ейдж на тій самій вечірці, а також після поїздки по автобану на машині повз Білефельд, коли виїзд до цього міста з автобану був закритий.

## Офіційна реакція
Мерія Білефельда докладає зусиль для забезпечення популярності та загальнонаціонального іміджу міста. Досі мерія регулярно отримує дзвінки й листи, в яких висловлюються сумніви щодо існування міста. 1 квітня 1999 року мерія випустила прес-реліз, у якому заявила, що Білефельд існує. Слоганом святкування 800-річчя міста була фраза «Das gibt es doch gar nicht» (укр. Він все ж не існує).
В листопаді 2012 канцлер Німеччини Ангела Меркель на прес-конференції, після розповіді про її ділову зустріч у мерії Білефельда додала «… якщо, звісно, він існує». Після сміху в залі вона сказала: «В мене склалося враження, що я дійсно там була».

## Фільм
В 2009 році студенти Білефельдського університету почали створення фільму за мотивами Білефельдської змови. Фільм фінансувався університетом та місцевими спонсорами. Більшість тих, хто працював над фільмом, були студентами, але участь у створенні фільму взяли також і декілька професіоналів. Прем'єра фільму відбулася в Білефельді 2 червня 2010.